# Vitex benuensis
Espèce
Vitex benuensis est une espèce de plantes à fleurs de la famille des Lamiacées et du genre Vitex. C'est un arbuste ou un petit arbre endémique du Cameroun.

## Étymologie
L'épithète spécifique benuensis fait référence à la rivière Bénoué sur les rives de laquelle les premiers spécimens furent découverts à Lagdo par Carl Ludwig Ledermann lors de son expédition au Cameroun en 1909.

## Description
C'est un arbuste ou petit arbre.